# 紅海欖
五梨跤（学名：Rhizophora stylosa）又名紅海欖，为紅樹科紅樹屬下的一个种。

## 扩展阅读
- 維基物種上的相關：紅海欖